# Bożena Bednarek-Michalska
Bożena Bednarek-Michalska (9 de setembro de 1957 - 5 de maio de 2021) foi uma professora e académica polaca, bibliotecária e curadora certificada na Biblioteca da Universidade Nicolaus Copernicus.
Ela é autora de mais de 180 artigos profissionais e científicos sobre bibliotecas digitais, repositórios, tecnologias modernas e ciência aberta.
Bednarek-Michalska faleceu a 5 de maio de 2021, aos 63 anos.